# Afrika berättar
Afrika berättar är en antologi med svarta afrikanska författare, sammanställd av Per Wästberg och första gången utgiven av Bo Cavefors förlag 1961. Flera av texterna hade inte publicerats innan de gavs ut i antologin. Antologin inleds med ett förord av Wästberg och avslutas med en litteraturlista över publicerad skönlitteratur och självbiografisk litteratur från Afrika söder om Sahara, skriven av svarta på engelska, franska eller portugisiska.
Boken fick god kritik; Folke Isaksson kallade den i Dagens Nyheter "ett pionjärarbete", medan Sven Delblanc i Arbetarbladet skrev: "Inga referat kan ge rättvisa åt den yppiga mångfalden i denna bok. En afrikansk läsebok för nybörjare, som ingen av oss européer har rätt att försumma."

## Medverkande författare
- Thomas Mofolo (Sydafrika)
- Dyke Sentso  (Sydafrika)
- Peter Abrahams (Sydafrika)
- Ezekiel Mphahlele (Sydafrika)
- James Matthews (Sydafrika)
- Fezile Mbi (Sydafrika)
- Alex La Guma (Sydafrika)
- Casey Motsisi (Sydafrika)
- Alfred Hutchinson (Sydafrika)
- Dennis Brutus (Sydafrika)
- Arthur Maimane (Sydafrika)
- Can Themba (Sydafrika)
- Todd Matshikiza (Sydafrika)
- Richard Moore Rive (Sydafrika)
- Peter Clarke (Sydafrika)
- Lewis Nkosi (Sydafrika)
- Ndabaningi Sithole (Sydrhodesia)
- Patrick Matimba (Sydrhodesia)
- Moses Makone (Sydrhodesia)
- David Rubadiri (Nyasaland)
- Jomo Kenyatta (Kenya)
- Muga Gicaru (Kenya)
- Mário Pinto de Andrade (Angola)
- Agostinho Neto (Angola)
- Pedro Corsino Azevedo (Kap Verde)
- Noémia de Sousa (Moçambique)
- Mongo Beti (Kamerun)
- Ferdinand Oyono (Kamerun)
- Jean Joseph Rabéarivelo (Madagaskar)
- Bernard Dadié (Elfenbenskusten)
- Prins Modupe (Guinea)
- Camara Laye (Guinea)
- Léopold Sédar Senghor (Senegal)
- David Diop (Senegal)
- Birago Diop (Senegal)
- Sembene Ousmane (Senegal)
- Abdoulaye Sadji (Senegal)
- Amos Tutuola (Nigeria)
- Chinua Achebe (Nigeria)
- Phebean Itayemi (Nigeria)
- Thomas Aluko (Nigeria)
- Wole Soyinka (Nigeria)
- Cyprian Ekwensi (Nigeria)
- Gabriel Okara (Nigeria)
- James Aggrey (Ghana)
- T. C. Aninfeng (Ghana)
- Henry Ofori (Ghana)
- Kwame Nkrumah (Ghana)
- Ellis Komey (Ghana)
- Thomas Codjoe (Ghana)
- F. K. Nyaku (Ghana)
- Adolph Agbadja (Ghana)
- Kofi Badu (Ghana)
- Simon Pederek (Ghana)
- William Tubman (Liberia)
- Robert Wellesley Cole (Sierra Leone)
- Abioseh Nicol (Sierra Leone)